# محار شرقي
المحار الشرقي ( بالإنجليزية : eastern oyster) و يسمى أيضًا : المحار الأطلسي أو المحار الأمريكي أو محار الساحل الشرقي (  الإسم الثنائي:Crassostrea virginica)، هو نوع من المَحَارِيَّات الحقيقية، موطنه شرق أمريكا الشمالية والجنوبية. تشمل أسماءه الأخرى المستخدمة محليًا: محار ويلفليت، ومحار فرجينيا ومحار مالبيك ومحار بلو بوينت ومحار خليج تشيسابيك ومحار أبالاتشيكولا. يمتد نطاقه من شمال نيو برونزويك جنوبًا عبر أجزاء من جزر الهند الغربية إلى فنزويلا.

## الموطن
يتم تربيته في جميع المقاطعات البحرية في كندا وجميع ولايات الساحل الشرقي والخليج في الولايات المتحدة، بالإضافة إلى مضيق بوغيت، واشنطن، حيث تُعرف بإسم توتن إنليت فيرجينيكا. كما تم إدخاله إلى جزر هاواي في القرن التاسع عشر وهو شائع في بيرل هاربور.

## الوصف
مثل جميع المحار، فإن المحار الشرقي هو رخوي ثنائي المصراع ذو قشرة صلبة من الكربونات الكالسيومية تحميه من الافتراس.
هذا النوع المعين من المحار مهم لنظامه البيئي. مثل جميع المحار، فإنه يتغذى بالترشيح. يمتص الماء ويرشح العوالق والمخلفات لابتلاعها، ثم يبصق الماء مرة أخرى، وبالتالي ينظف الماء المحيط به، فتستطيع محارة واحدة ترشيح ما يصل إلى 50 جالونًا من الماء في 24 ساعة. كما توفر المحارات الشرقية عنصرًا هيكليًا رئيسيًا داخل نظامها البيئي، مما يجعلها نوعًا أساسيًا في العديد من البيئات، وتعمل كمهندسين للنظام البيئي في مصبات الأنهار في غرب المحيط الأطلسي.
يستطيع المحار الشرقي، كغيره من أعضاء عائلة المحاريات، تكوين لآلئ صغيرة تُحيط بالجسيمات التي تدخل الصدفة. ومع ذلك، فإن هذه اللآلئ ضئيلة الحجم ولا قيمة لها ماديًا؛ أما محار اللؤلؤ، الذي يُستخرج منه اللآلئ التجارية، فهو ينتمي إلى عائلة مختلفة.
على عكس معظم المحارات ثنائية المصراع، التي تكون أصدافها من الأراجونيت، فإن المحار الشرقي البالغ لديه أصداف من الكالسيت. ومع ذلك، تحتفظ اليرقات بقشرة الأراجونيت الخاصة بأسلافها.   يُعتقد أن الانتقال إلى صدفة الكالسيت الأكثر سمكًا في البالغ من هذا النوع هو تكيف للدفاع ضد الحيوانات المفترسة لأن المحار ثابت في أماكن مكشوفة.

## دورة الحياة
تتكون دورة حياة المحار الشرقي من البيض والبيض المخصب العائم والدودة الخيطية والفيلجر ذو المفصلة المستقيمة السابحة والفيلجر المتأخر السابح والفيلجر السابح والزاحف واليرقات المبكرة واليرقات المتأخرة والمحار البالغ.
يتم التحكم في تبويض المحار الشرقي بواسطة درجات حرارة الماء ويختلف من الشمال إلى الجنوب؛ تفرخ المحار الشمالي عند درجات حرارة تتراوح بين 60 و68 درجة فهرنهايت، بينما تفرخ المحار الجنوبي عند درجات حرارة أعلى من 68 درجة فهرنهايت. يمكن أن يحدث التبويض طوال الأشهر الدافئة.
يصل المحار الشرقي إلى مرحلة النضج الجنسي في عمر أربعة أشهر في المياه الجنوبية. تبدأ دورته التناسلية خلال أواخر الصيف وأشهر الخريف بتخزين احتياطيات طاقة الجليكوجين. ثم يُستخدم هذا الجليكوجين لدعم تكوين الأمشاج خلال الشتاء التالي وأوائل الربيع عندما يكون تناول الطعام في أدنى حده. تبدأ الأمشاج في النضج في أواخر الربيع ثم، من يونيو إلى أغسطس، يتم تفريخها في عمود الماء، حيث يحدث الإخصاب.
تنتج كل أنثى من 75 إلى 150 مليون بيضة، لكن واحدة فقط من كل ألف تبقى على قيد الحياة. يتطور البيض المخصب في حوالي ست ساعات إلى يرقات  حاملة العجل تسبح بحرية، والمعروفة أيضًا باسم مرحلة أومبو المبكرة، والتي لها أهداب وصدفة صغيرة. تعتمد هذه اليرقات على إمدادها الداخلي بالصفار للحصول على الطاقة. ثم تتطور في غضون 12 إلى 24 ساعة إلى يرقات فيليجر ذات قشر كامل، والمعروفة أيضًا باسم مرحلة أومبو المتأخرة، والتي لها جانب مفصلي وغطاء سفلي. خلال هذا الوقت، تستخدم يرقات فيليجر ذات القشر سفليها الهدبي لالتقاط الطعام والسباحة.

## القيمة الاقتصادية
كان المحار الشرقي ذو قيمة تجارية كبيرة. ونظرًا للانخفاض الحاد في عدد المحار في مختلف المناطق التي يتم حصادها تقليديًا، ويرجع ذلك في المقام الأول إلى الصيد الجائر والأمراض، فقد انخفض الصيد السنوي بشكل كبير. في ماريلاند، تم اصطياد حوالي 7600 متر مكعب من المحار. وتتمتع مناطق أخرى من الساحل الشرقي للولايات المتحدة بمزارع محار ناجحة، بما في ذلك على وجه الخصوص كوتويت ومارثا فينيارد وويلفليت بولاية ماساتشوستس في كيب كود.

## التهديدات
يُعد المحار الشرقي نوعًا تجاريًا مهمًا. يتأثر توزيعه بتغير الموائل؛ يُعتقد أن أقل من 1% من الموائل الموجودين عند وصول المستعمرين الأوروبيين الأوائل بقوا في خليج جسبيك وروافده.
اعتبارًا من عام 2014، فإن حالة الحفظ العالمية للمحار كما تم تقييمها من قبل خدمات منظمة الحفاظ على الطبيعة "ضعيفة"، حيث تتعرض مجموعات المحار للتهديد بسبب الإفراط في الصيد وتلوث المياه. تشمل التهديدات الأخرى التي يتعرض لها المحار الشرقي الاحتباس الحراري والأمراض والطفيليات والمنافسة مع الأنواع الغازية.

## المرض
بيركينسوس مارينوس هو مرض بحري يصيب المحار، وتسببه الكائنات الأولية. وهو ممرض شائع للمحار الشرقي ويسبب وفيات هائلة لذا النوع،  ويشكل تهديدًا اقتصاديًا كبيرًا لصناعة المحار بصفة عامة.
كما وُصفت الكرة متعددة النوى X (MSX) (Haplosporidium nelsoni)، وهي كائنات  أخرى مُمْرِضة ، لأول مرة على طول ساحل وسط المحيط الأطلسي في عام 1957، بأنها يمكن أن تسبب نسبة وفيات قد تصل من 90% إلى 95% من تجمعات المحار في غضون 2 إلى 3 سنوات من وضعها في البذور.  حيث تبطئ  معدلات تغذية المحار المصاب، مما يؤدي إلى انخفاض كمية الكربوهيدرات المخزنة، مما يثبط بدوره تكوين الأمشاج الطبيعي أثناء التبويض، مما يؤدي إلى انخفاض الخصوبة.